# Trévillers
Trévillers ist eine französische Gemeinde mit 532 Einwohnern (Stand: 1. Januar 2022) im Département Doubs in der Region Bourgogne-Franche-Comté.

## Geographie
Trévillers liegt auf 773 m, sechs Kilometer nordöstlich von Maîche und etwa 26 Kilometer südlich der Stadt Montbéliard (Luftlinie). Das Dorf erstreckt sich im Jura, im Nordosten des ausgedehnten Hochplateaus von Maîche, das vom tief eingeschnittenen Tal des Doubs eingegrenzt wird. Das Gemeindegebiet gehört zum Regionalen Naturpark Doubs-Horloger.
Die Fläche des 10,74 km² großen Gemeindegebiets umfasst einen Abschnitt des französischen Juras. Der Hauptteil des Gebietes wird vom schwach reliefierten Hochplateau von Maîche eingenommen, das durchschnittlich auf 800 m liegt. Es ist überwiegend mit Wies- und Weideland bestanden, zeigt aber auch einige größere Waldflächen. Das Plateau besitzt keine oberirdischen Fließgewässer, weil das Niederschlagswasser im verkarsteten Untergrund versickert. Nordöstlich und nördlich des Dorfes nehmen mehrere Trockentäler ihren Anfang, die topographisch im Einzugsgebiet des Charbonney (kurzer Seitenbach des Doubs) liegen. In einer Talmulde östlich von Trévillers befinden sich die zwei Weiher Étangs du Bois du Roy. Nach Osten erstreckt sich das Gemeindeareal über die Wälder von Derrière Vernois und Sarmin (881 m) bis auf die Höhe Les Saussiers, auf der mit 920 m die höchste Erhebung von Trévillers erreicht wird.
Zu Trévillers gehören der Weiler Le Moulin (760 m) auf dem Plateau nordöstlich des Dorfes sowie verschiedene Gehöfte. Nachbargemeinden von Trévillers sind Montandon und Les Plains-et-Grands-Essarts im Norden, Fessevillers im Osten, Ferrières-le-Lac und Damprichard im Süden sowie Thiébouhans im Westen.

## Geschichte
Im Mittelalter gehörte Trévillers zum Gebiet der Grafschaft La Roche von Saint-Hippolyte. Zusammen mit der Franche-Comté gelangte das Dorf mit dem Frieden von Nimwegen 1678 an Frankreich. Eine bessere Verkehrsanbindung erhielt das Dorf 1905 mit der Eröffnung der Schmalspurbahn (Le Tacot), die von Morteau via Maîche bis nach Trévillers verkehrte. Der Betrieb dieser Eisenbahnstrecke wurde jedoch im Jahr 1952 eingestellt.

## Sehenswürdigkeiten

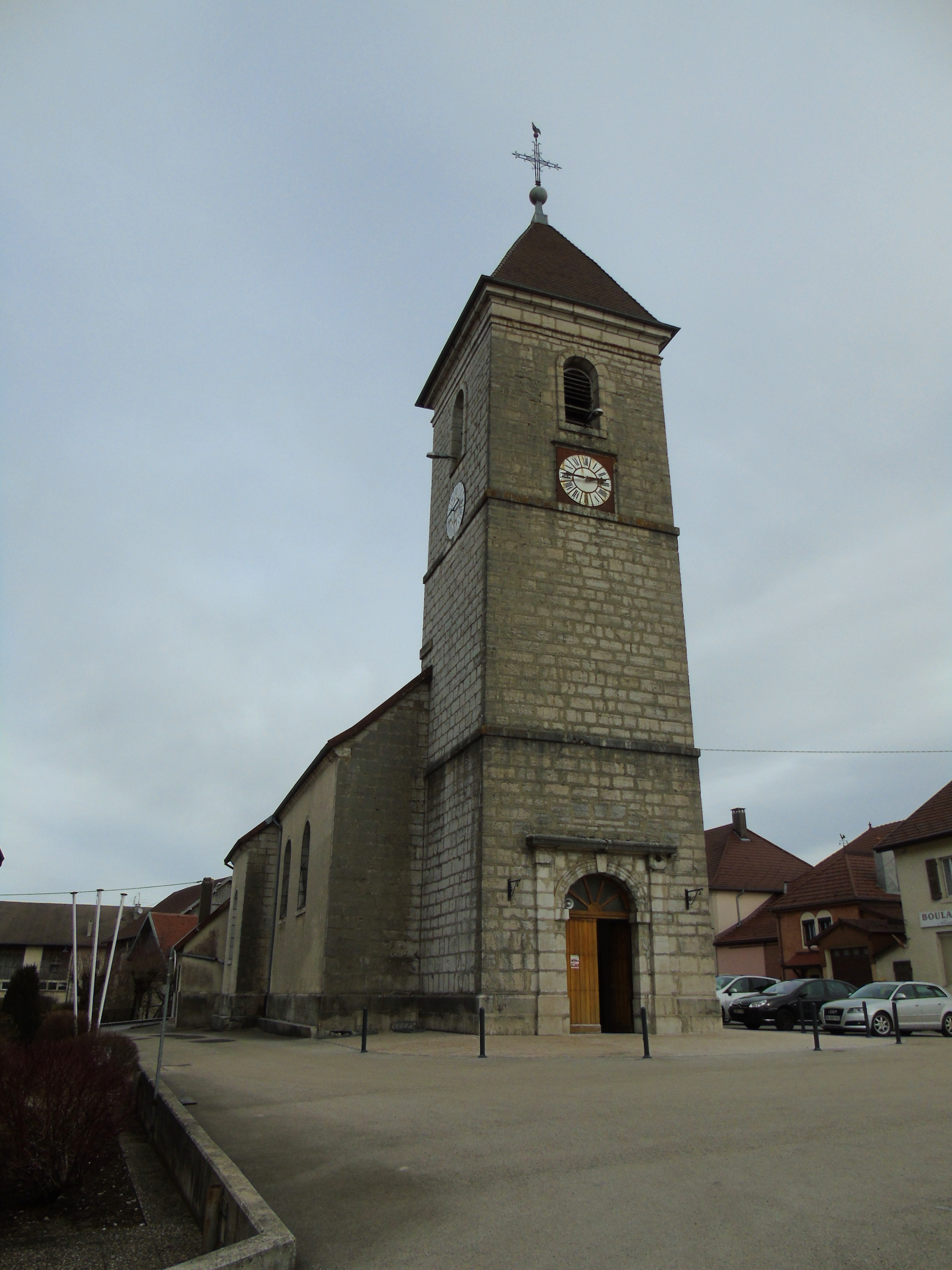
Himmelfahrts-Kirche

Die Himmelfahrts-Kirche in Trévillers besitzt einen gotischen Chor, während das Schiff im 18. Jahrhundert neu erbaut wurde. Von 1610 stammt die Friedhofskapelle Notre-Dame-du-Carmel. Das Gemeindehaus (Mairie) wurde 1874 errichtet. Im Ortskern sind einige Bauernhäuser aus dem 17. bis 19. Jahrhundert im charakteristischen Stil der Franche-Comté erhalten.

## Bevölkerung
| Jahr                       | 1962 | 1968 | 1975 | 1982 | 1990 | 1999 | 2006 | 2016 |
| Einwohner                  | 402  | 400  | 409  | 396  | 410  | 438  | 477  | 483  |
| Quellen: Cassini und INSEE |      |      |      |      |      |      |      |      |

Mit 532 Einwohnern (Stand 1. Januar 2022) gehört Trévillers zu den kleinen Gemeinden des Départements Doubs. Nachdem die Einwohnerzahl in der ersten Hälfte des 20. Jahrhunderts deutlich abgenommen hatte (1881 wurden noch 538 Personen gezählt), wurde seit Beginn der 1980er Jahre wieder ein Bevölkerungswachstum verzeichnet.

## Wirtschaft und Infrastruktur
Trévillers war bis weit ins 20. Jahrhundert hinein ein vorwiegend durch die Landwirtschaft (Viehzucht und Milchwirtschaft) und die Forstwirtschaft geprägtes Dorf. Daneben gibt es heute einige Betriebe des Kleingewerbes, hauptsächlich in der Holzverarbeitung und der Käseherstellung. Viele Erwerbstätige sind auch Wegpendler, die in den umliegenden größeren Ortschaften ihrer Arbeit nachgehen.
Die Ortschaft liegt abseits der größeren Durchgangsstraßen an einer Departementsstraße, die von Maîche nach Goumois führt. Weitere Straßenverbindungen bestehen mit Damprichard, Les Plains-et-Grands-Essarts und Montandon.